# Messer Cutting Systems

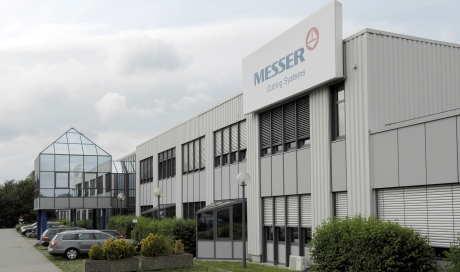
Produktionshallen in Groß-Umstadt

Messer Cutting Systems ist ein Anbieter für Technologien und Servicedienstleistungen für die metallverarbeitende Industrie. Neben Autogen-, Plasma- und Laserschneidanlagen bietet das Unternehmen  Software für die auftragsbezogene Fertigung sowie anlagenzugehörige Umwelttechnik. Ergänzt werden die Leistungen mit Düsen, Brennern und Anlagen zum autogenen Schweißen, Zerteilen, Löten und Wärmen sowie ein Servicegeschäft.
Messer Cutting Systems beschäftigt über 900 Mitarbeiter an den fünf Produktionsstandorten Brasilien, China, Deutschland, Indien und den USA. Das Unternehmen ist mit Niederlassungen sowie mit einem Vertriebsnetz in 50 Ländern vertreten.

## Geschichte
1898 gründete der Student Adolf Messer (1878–1954) in Höchst am Main eine Werkstatt zum Bau von Acetylenleuchten und Acetylenentwicklern, also Apparaten zur Herstellung von Acetylengas aus Calciumcarbid. Wegen der Konkurrenz durch das Aufkommen der elektrischen Beleuchtung richtete das Unternehmen seine Produktion schon bald auf die Schweiß- und Schneidetechnik aus. Für das Autogenschweißen benötigt man ein Gemisch aus Acetylen und Sauerstoff, das bei hohen Temperaturen verbrennt. 1903 erfolgte die Entwicklung des ersten Schneidbrenners mit Sauerstoff-Acetylen Gemisch.
Zur Produktion dieser Gase baute Messer ab 1908 Luftzerlegungsanlagen zur Gewinnung von Sauerstoff, Stickstoff, Argon und anderen Edelgasen. In diesem Jahr erfolgte die Markteinführung des „Original Messer“-Sortiments von Sauerstoff-Acetylen-Produkten.
Der Beginn des Ersten Weltkriegs 1914 setzte der Expansion des Unternehmens im Ausland – Messer war mittlerweile in Westeuropa und Nordamerika präsent – ein vorläufiges Ende. Stattdessen musste das Unternehmen seinen Beitrag zur Kriegswirtschaft leisten.
Im schwierigen wirtschaftlichen Umfeld der Nachkriegszeit konzentrierte sich Messer auf den Export. Im Jahr 1928 lieferte Messer Luftzerlegungsanlagen zur Stickstoffgewinnung nach Norwegen und Italien. Zu Beginn der 1930er-Jahre schloss das Unternehmen die Entwicklungsarbeiten an Vielflammen-Schweißbrennern ab (1930), nahm als erster Produzent von Autogengeräten den Bau von Elektroschweißmaschinen auf und begann 1932 mit der Produktion von umhüllten Lichtbogen-Schweißelektroden.
Die Gesamtbelegschaft stieg in den Jahren von 1930 bis 1940 von 522 auf 1102 Personen an und der Gesamtumsatz verdoppelte sich fast. Das Unternehmen stellte im Zweiten Weltkrieg unter anderem Brennschneideanlagen für das Schweißen von Panzerkampfwagen her und lieferte Anlagen zur Gewinnung von Flüssigsauerstoff an die Heeresversuchsanstalt Peenemünde.
Seit Mitte der 1930er-Jahre kooperierten der Verband für autogene Metallbearbeitung und der Deutsche Acetylenverein mit der Reichsgemeinschaft der wissenschaftlich-technischen Arbeit und der Deutschen Arbeitsfront, bevor beide Vereine 1942 in den Deutschen Verband für Schweißtechnik und Acetylen e. V. (DVSA) überführt wurden, der zur Reichsfachgruppe Chemie e. V. im NS-Bund Deutscher Technik gehörte.
In der Zeit des Nationalsozialismus profitierte die Firma Messer erheblich von der Rüstungsproduktion des Regimes. Die Punkt- und Buckelschweißmaschinen wurden u. a. zur Produktion der Fieseler Fi 103 (sog. V1) und der Aggregat 4 (sog. V2) in Peenemünde verwendet. Seit dem Winter 1941/42 wurden in den Werken von Messer auch in erheblicher Zahl Zwangsarbeiter eingesetzt, die in Baracken in unmittelbarer Umgebung der Produktionsstätten untergebracht waren. 1944 wurden die Fabrikationsanlagen an der Hanauer Landstraße in Frankfurt zum größten Teil zerstört und unmittelbar nach 1945 wiederaufgebaut.
1945 waren die Produktionsanlagen, darunter das Stammwerk in der Hanauer Landstraße in Frankfurt am Main, durch die Luftangriffe auf Frankfurt am Main weitgehend zerstört. Mit Genehmigung der amerikanischen Militärregierung begann der Wiederaufbau, so dass die Produktion 1947 wiederaufgenommen werden konnte. Die Erzeugnisse wie Schneidbrenner und die hierzu notwendigen Gase Acetylen und Sauerstoff wurden zum Beseitigen der Trümmer dringend gebraucht. Ab 1949 entstanden neue Auslandsgesellschaften und Niederlassungen.
Nach dem Tod des Unternehmensgründers 1954 übernahm sein Sohn Hans Messer (1925–1997) die Leitung der Adolf Messer GmbH. Das Unternehmen wuchs in den 1950er Jahren rasch und steigerte seinen Gesamtumsatz von 12,7 Mio. (1950) auf 49,5 Mio. Deutsche Mark (1960). Im gleichen Zeitraum stieg die Zahl der Arbeiter von 761 auf 1328 und die Zahl der Angestellten von 240 auf 674 Personen. Expansionsmärkte innerhalb und außerhalb Europas konnten weiter ausgebaut werden.
1965 fusionierte die Adolf Messer GmbH mit der Knapsack Griesheim AG zur Messer Griesheim GmbH, an der die Farbwerke Hoechst mit zwei Dritteln und die Familie Messer mit einem Drittel beteiligt war. Hauptsitz des fusionierten Unternehmens blieb das Messer-Stammwerk an der Hanauer Landstraße. Zum Schwerpunkt der Geschäftstätigkeit wurde der Bereich Industriegase, der mit etwa 70 Prozent zum Umsatz beitrug. Die Hoechst AG produzierte 1975 ihr erstes medizinisches Gerät und etablierte damit den Vorläufer der BIT Analytical Instruments GmbH.
1993 schied Hans Messer aus der Unternehmensleitung aus. Da sich der Mehrheitseigentümer Hoechst ab 1994 auf die Geschäftsbereiche Pharma, Landwirtschaft und industrielle Chemie konzentrieren und seine Messer-Anteile verkaufen wollte, kam es zu Konflikten mit der Familie Messer. Ein geplanter Börsengang scheiterte, ebenso wie der Verkauf der Hoechst-Anteile an den Wettbewerber Linde AG. Die Sparte Schweiß- und Schneidetechnik wurde 1997 unter dem Namen Messer Cutting & Welding AG ausgegliedert und 1999 an eine Holding-Gesellschaft der Familie Messer verkauft.
Aventis verkaufte 2001 ihre im Rahmen der Fusion von Hoechst übernommenen Messer-Anteile an zwei Investmentgesellschaften. Die Firmen Castolin + Eutectic und Messer Cutting & Welding wurden unter mehrheitlicher Beteiligung der Carlyle Group in der MEC Holding GmbH zusammengeführt, die Anteile der Carlyle Group nach fünf Jahren wiederum an die Messer Industrie Holding GmbH verkauft.
Die Geschäfte der Landesgesellschaften in Deutschland, Großbritannien und den USA, wurden im Rahmen dieser Transaktion für rund 2,7 Mrd. Euro an Air Liquide veräußert und der Sitz der Holding nach Sulzbach (Taunus) verlegt.
In den folgenden Jahren eröffnete die Messer Cutting & Welding neue Produktionsstandorte. Dazu zählen Brasilien 2007 und Indien 2008. 2008 wird das Softwaregeschäft an das Tochterunternehmen MesserSoft Messer Bracht Software GmbH mit Sitz in Dortmund ausgelagert. Die MesserSoft GmbH spezialisierte sich auf produktions- und betriebswirtschaftlich orientierte Software. 2011 firmierte die Messer Cutting & Welding GmbH um zur Messer Cutting Systems GmbH.
2012 gründet das Unternehmen die Messer Cutting Systems [Erwachsenen- und Weiterbildung|Academy]. Neben Kursen für Bedienpersonal, Servicetechniker und Programmierer werden praxisorientierte Workshops zur Optimierung der Prozesse in der Produktion angeboten. Im Rahmen der DVS-Lehrgänge wird Fachwissen für die Bereiche Flammrichten, Flammstrahlen, Brennschneiden und Löten vermittelt. Die Messer Cutting Systems Academy bietet darüber hinaus als DVS Kursstätte Lehrgänge als anerkannten Nachweis der „Richtlinie 2006/42/EC“ und z. B. in der DIN EN 1090 geforderten Mitarbeiterqualifizierung sowie Beratung zur DIN EN 1090 an.
Im Jahr 2013 zog das Werk Indien in eine eigene Produktionsstätte. In China wurde die zweite Bauphase des Werkes 2015 beendet.

## Produkte
- MetalMaster 2.0 – Einstiegsmaschine für einfache Plasmaschnitte, nur Autogen oder kombiniert.
- MultiTherm – Schneidanlage mit Ausrüstoptionen für Schneidprozesse
- MultiTherm Eco – Universalmaschine für das Autogen- und Plasmaschneiden
- OmniMat – für Autogen, Unterwasser- oder Trockenplasma, Senkrecht-, Fasenschnitt- oder mit Bohraggregat.
- SicoMat – Spezialanlage für den Schiffbau
- PowerBlade – Faserlaser für die Großflächenbearbeitung
- LaserMat II – CO2-Laserschneidanlage für die Großflächenbearbeitung